# 법률홈닥터
법률홈닥터란 지방자치단체, 사회복지기관 등을 거점으로 변호사 자격자를 ‘법률주치의’로 두고 서민들의 접근성을 강화하여 1차 무료 법률서비스(법률상담, 정보제공, 법교육, 소송구조알선, 법률문서작성 조력 등)를 제공하는 공익변호사를 말한다 법무부 인권국 소속으로 5급 사무관 상당의 급여를 지급받으면서 사회적 취약계층을 위한 공익활동을 전담한다는 점에서 개업 변호사가 활동 중 일부분을 프로보노 성격으로 봉사하는 것과는 차이가 있다. 법률자문과 법교육을 주된 업무로 하며, 필요할 경우 지자체 등의 사회복지망과 연계하여 취약계층의 법률문제 전반에 대한 종합적인 해결방안 마련을 지원한다. 2012년 실시된 법무부의 ‘법률홈닥터’ 20명 공채에 변호사 379명이 지원하여 19대 1의 경쟁률을 보였다.  2012년 20개 지역에서 시범 실시후, 2014년 40개, 2017년 60개 지역으로 확대 실시중이다.

## 같이 보기
- 변호사
- 대한민국 법무부
- 대한법률구조공단
- 프로 보노